# Sibianor turkestanicus
Sibianor turkestanicus är en spindelart som beskrevs av Dmitri Viktorovich Logunov 2000 [200. Sibianor turkestanicus ingår i släktet Sibianor och familjen hoppspindlar. Inga underarter finns listade i Catalogue of Life.